# Eberhard Gmelin
Eberhard (Eberhardt) Gmelin (nacido el 1 de mayo de 1751 en Tubinga; fallecido el 3 de marzo de 1809 en Heilbronn) fue un médico municipal de Heilbronn y uno de los primeros representantes de la hipnosis basada en la antigua teoría del magnetismo animal. Se le conoce también como el primer médico que diagnosticó un caso de doble personalidad.

## Familia
Los antepasados de Gmelin eran eruditos famosos. Nació como el segundo de tres hijos de Johann Georg Gmelin (1709-1755), investigador de Siberia y profesor en Tubinga, y Maria Bárbara Fromann. El 3 de septiembre de 1772 en Heilbronn, Gmelin se casó con Sophie Henriette Hartmann (1749-1823), hija de Ferdinand Paul Hartmann (1705-1761), descendiente de Wendel Hipler y más tarde alcalde de Marbach y Johanne Margarethe Schweikher. El matrimonio no tuvo hijos.

## Vida y educación

### Educación
Gmelin asistió cuando niño a la Escuela Latina de Tübingen y luego a la Universidad de Tübingen. Estudió botánica, química y los teoremas de Herman Boerhaave con su tío, el profesor Philipp Friedrich Gmelin. En 1764 se matriculó en medicina, cirugía, fisiología, patología y medicina forense.
En 1776 fue elegido miembro de la Academia Imperial de Científicos Naturales Leopoldina.

### Contribuciones al Magnetismo Animal
Gmelin comenzó a interesarse por el creciente movimiento del mesmerismo y publicó un trabajo de seis volúmenes en 1787, incluyendo "Über thierischen Magnetismus". Sus obras contribuyeron significativamente a la literatura temprana sobre el magnetismo animal, una técnica terapéutica que creía influía en la "animalische Elektrizität" o electricidad animal del cuerpo humano.
En 1793, el poeta Friedrich Schiller visitó a Gmelin para conocer más sobre sus tratamientos magnéticos. Aunque Schiller se mostró escéptico, esta interacción subraya la influencia de Gmelin en los círculos intelectuales de su tiempo. Este escepticismo general que asociaba el magnetismo animal con lo oculto o supernatural motivó a Gmelin a nombrar su magnum opus como "Ensayos sobre las fuerzas de la naturaleza humana".

### Doble personalidad

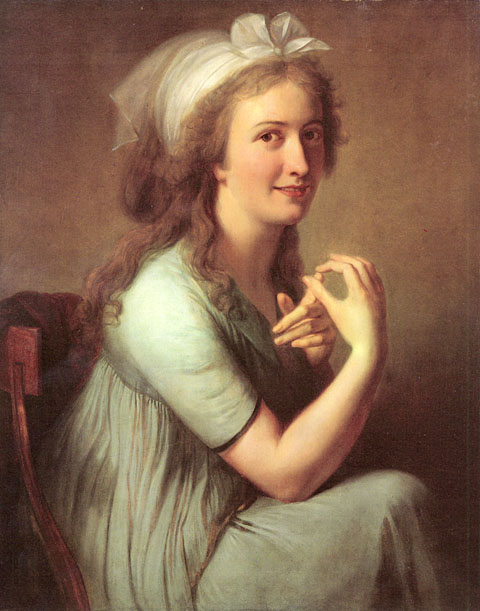
Caroline Heigelin, famosa paciente de Gmelin.

La idea de la interrelación entre enfermedad y la dialéctica de la identidad subjetiva era aceptada y promovida tanto en el pensamiento idealista y romántico alemán. En 1789, al comienzo de la Revolución Francesa, llegaron refugiados aristocráticos a Stuttgart. Impresionada por su visión, una joven alemana de veinte años de repente “cambió” su propia personalidad por los modales y maneras de una dama nacida en Francia, imitando y hablando francés y alemán con un acento francés. En su personalidad francesa, tenía memoria completa de todo lo que había dicho y hecho durante sus estados franceses anteriores. Como alemana, no sabía nada de su personalidad francesa. Con un movimiento de su mano, Gmelin decía poder hacerla cambiar de una personalidad a otra.Publicó su caso de lo que describió literalmente como "intercambio de personalidad" entre 1791 y 1793 que llamó Materialien für die Anthropologie (se traduce como "Materiales para la Antropología").
Aunque Gmelin no explicitó el nombre de su paciente, se puede identificar como Caroline Heigelin por su historia de vida, cartas y escritos que les relacionan. Johann Christian Reil también habló del caso de Caroline Heigelin en varias ocasiones y lo llegó a conectar con el fenómeno de los sueños.

## Últimos Años y Legado
A partir de 1795, Gmelin se dedicó a la lucha contra las enfermedades contagiosas traídas por los soldados durante las guerras napoleónicas. En 1802, se convirtió en el Oberamtsphysikus (jefe médico) de Württemberg, pero se retiró en 1803. Falleció en 1809 a los 57 años.

## Obras
- "Fragen und Antworten aus Herrn Doktor Gmelin's Brief an Herrn Geh. Rath Hoffmann, über Thierischen Magnetismus" (1788)
- "Neue Untersuchungen über den thierischen Magnetismus" (1789)
- "Materialien für die Anthropologie" (1791-1793)